# ナフサ山地

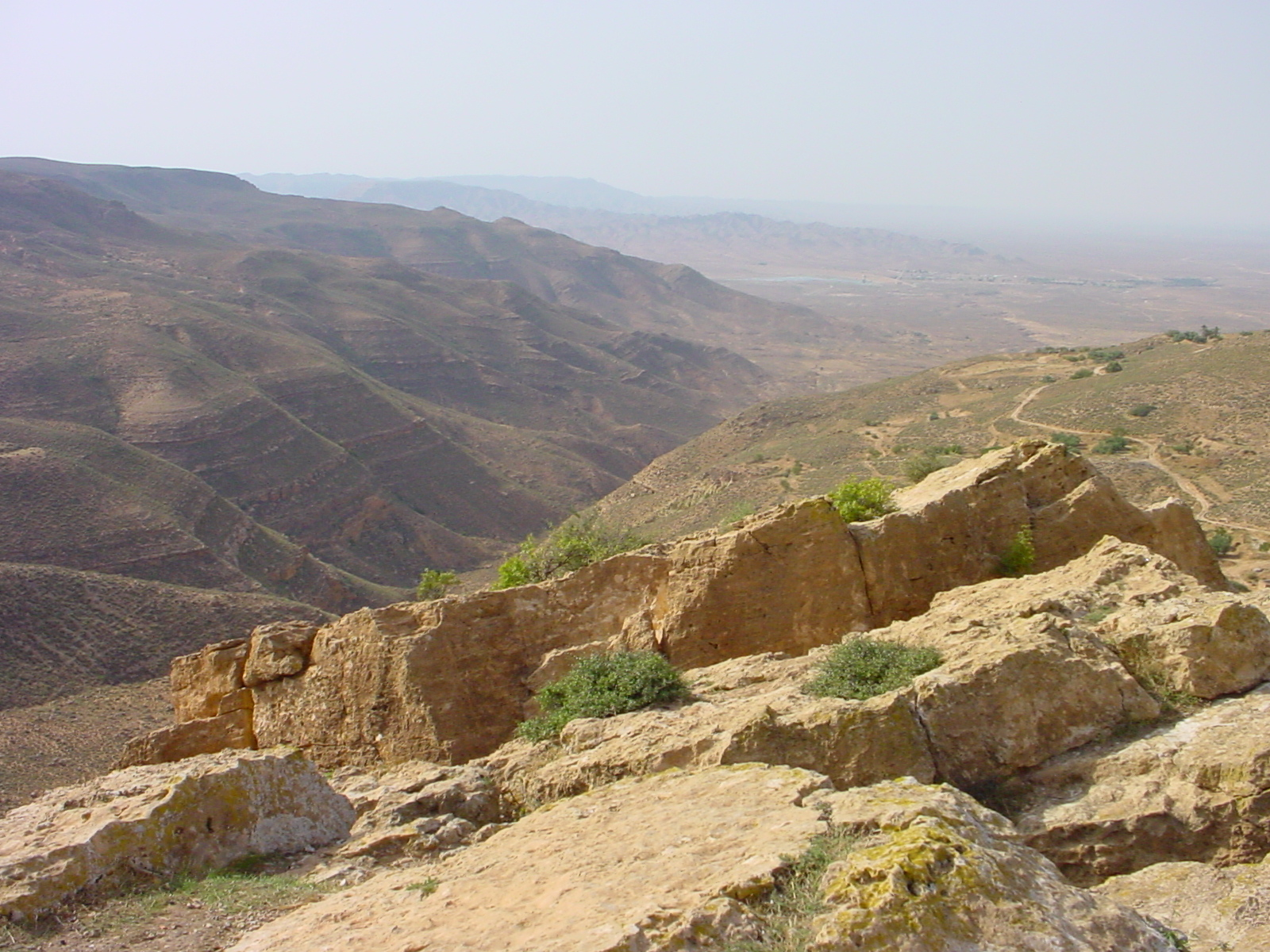

ナフサ山地(ジュベル・ナフサ)は、リビア北西部、トリポリタニア北部に位置する山地。標高はそれほど高くないが、地中海からの季節風がナフサ山地にぶつかって雨を降らせるため、山地以北には農地が広がり、トリポリやフムスなどの都市が形成されている。山地自体は石灰岩性である。山地には荒野が広がっているものの、冬にまとまった降雨があり、その水の集まる山の中腹にいくつかのオアシス都市が連なっている。山地の中心都市は、東部のガリヤンと西部のナールートである。いっぽう、山地以南はサハラ砂漠であり、完全な砂漠地帯となっている。